# Лайтцах
Лайтцах (нем. Leitzach) — река в Германии, протекает по Верхней Баварии (земля Бавария). Речной индекс 1824. Площадь бассейна реки составляет 204,01 км². Общая длина реки 45,90 км.
Лайтцах образуется слиянием нескольких ручьёв и речек юго-западнее Байришцелля, в Северных Известняковых Альпах. При описании характеристик реки некоторые из этих речек иногда относят к Лайцтаху (Aubach, Wackbach, Sillbach). Высоты истоков этих речек лежат в диапазоне 787—1320 м.
Впадает Лайцтах в Мангфалль в городке Фельдкирхен-Вестерхам. Высота устья 536 м.
Система водного объекта: Мангфалль → Инн → Дунай → Чёрное море.